# H.P. Pedersen-Dan
Hans Peder Pedersen-Dan (1. august 1859 i Itzehoe – 21. april 1939 i Hellerup) var en dansk billedhugger, der har udført flere kendte skulpturer, heriblandt Holger Danske (oprindeligt ved Hotel Marienlyst, nu i Skjern (Vestjylland) og i Kronborgs kasematter). Hans hustru, Johanne Pedersen-Dan, var også billedhugger, og nogle værker udførte de i fællesskab. Han var bror til ritmester Christian Pedersen-Dan og til præsten Adam Dan.

## Uddannelse og rejser
Han var søn af overvagtmester Ole Pedersen (1820-1902) og Elisabeth Sofie født Johansen (1821-1890). Som stenhuggersvend rejste han, 21 år gammel, til udlandet og tilbagelagde efter gammel skik for største delen rejsen til fods, indtil han i 1881 nåede til Rom. Her besøgte han først den tekniske industriskole Museo artistico industriale og vandt en medalje, gik derefter, da han ville være kunstner, over til kunstakademiet Regio istituto di belle arti, som han gennemgik og vandt dets to sølvmedaljer samt afgangsbevis som billedhugger.

## Karriere og flere rejser
I 1886 forlod han Italien og kom efter en rejse til Ægypten, Palæstina og Grækenland tilbage til Danmark, hvor han i 1887 på Charlottenborg Forårsudstilling udstillede en fra Rom hjemsendt statue i gips Ismael og en døbefont. Året efter fik han tilladelse til at konkurrere ved Kunstakademiet i København, vandt 1889 den lille guldmedalje for Jakob tilvender sig sin faders velsignelse (ARoS Aarhus Kunstmuseum), rejste samme år til Italien, hvorfra han hjemsendte en Rebekka, som konkursarbejde for den Eibeschützske Præmie. Denne vandt han ikke, men fik 1890 Akademiets lille stipendium (2.000 kroner) samt næste år 1.000 kroner. Disse år tilbragte han i Paris, som han atter besøgte 1922-24.
Efter at han var kommet hjem ægtede han den 20. august 1892 i Garnisons Kirke billedhuggeren Johanne Agnete Theresia Betzonich. Senere dette år udførte han bl.a. en fire alen høj portrætstatue af fabrikanten Michael Drewsen, der er opstillet på Torvet i Silkeborg og en døbefont i marmor til Frederikshavn Kirke. 1902 vandt han Eibeschütz' Præmie.
1904 rejste han i Italien og Nordafrika på Det anckerske Legat, som han fik 1903, og var 1910, 1913 og 1920 atter i Italien på en rejse finansieret af Glashandler Johan Franz Ronges Fond (1912 og 1917) og Den Raben-Levetzauske Fond (1913 og 1926).

### Hovedværker
Pedersen-Dan fik en række offentlige og private opgaver af personer i den nationale erindring, som omkring 1900 slog hans navn fast: Den lille Hornblæser (1899), bronzestatuen af Holger Danske bestilt af Anders Jensen (1907, oprindeligt i Marienlyst Slotspark, siden flyttet til Hotel Marienlyst og i 2013 flyttet til Skjern (Vestjylland) ). Dertil kommer statuer af kong Christian IX i Nyborg og på Christiansborg. 
Stilistisk arbejdede han i den naturalistiske tradition og blev påvirket først af Stephan Sindings anekdotiske og dramatiske formsprog og siden af Louis Hasselriis.
Hans sidste store værk var monumentet i Rueil ved Paris over de danske frivillige i 1. verdenskrig, som han udførte efter en af Sinding efterladt skitse (gipseksemplar i Museum Sønderjylland).
1935 skænkede han Statens Museum for Kunst to små danserindestatuetter. Han var 1910 medlem af Charlottenborgudstillingens censurkomité. Han blev Ridder af Dannebrog 1898.
Pedersen-Dan er begravet på Hvidovre Kirkegård.

## Værker
| År   | Værk                                                                      | Placering                            | Koordinater                                             | Materiale | Type               | Mål | Noter                                                      |
| ---- | ------------------------------------------------------------------------- | ------------------------------------ | ------------------------------------------------------- | --------- | ------------------ | --- | ---------------------------------------------------------- |
| 1887 | Ismael                                                                    |                                      |                                                         | gips      |                    |     |                                                            |
| 1891 | En ung pige, der skærer en runestav                                       |                                      |                                                         | gips      |                    |     |                                                            |
| 1892 | Michael Drewsen                                                           | Silkeborg                            | 56°10′9.45″N 9°32′56.16″Ø / 56.1692917°N 9.5489333°Ø    | bronze    | statue             |     |                                                            |
| 1889 | Jakob tilvender sig sin fader Isaks velsignelse                           | ARoS Aarhus Kunstmuseum              |                                                         | gips      | relief             |     | Lille guldmedalje                                          |
| 1900 | Edvard Helsted                                                            | Asminderød Kirkegård                 |                                                         | bronze    | portrætmedaljon    |     |                                                            |
| 1899 | Landsoldaten med den lille hornblæser                                     | Københavns Rådhusplads               | 55°40′35.93″N 12°34′2.05″Ø / 55.6766472°N 12.5672361°Ø  | bronze    | figurgruppe        |     |                                                            |
| 1901 | 4 elefanter                                                               | Elefantporten, Carlsberg, Valby      |                                                         | granit    | bygningsdekoration |     | Udkast af Vilhelm Dahlerup, hugget af Hans & Jørgen Larsen |
| 1903 | En moder                                                                  | Rytterskolen ved Hvidovre Kirke      | 55°39′23.64″N 12°28′22.76″Ø / 55.6565667°N 12.4729889°Ø | bronze    |                    |     |                                                            |
| 1904 | Hans Rostgaard                                                            | Krogerup Højskole                    |                                                         | bronze    |                    |     |                                                            |
| 1907 | Holger Danske                                                             | Skjern                               |                                                         | bronze    | statue             |     | Indtil 2013 ved Hotel Marienlyst                           |
| 1907 | Holger Danske                                                             | Kronborg                             |                                                         | beton     | statue             |     |                                                            |
| 1908 | Christian IX                                                              | Torvet, Nyborg                       |                                                         | bronze    |                    |     |                                                            |
| 1910 | Christian IX                                                              | Christiansborg Slot                  |                                                         | marmor    |                    |     |                                                            |
|      | Monument over danske frivillige i verdenskrigen 1914-18                   | Rueil-Malmaison, Frankrig            |                                                         | bronze    |                    |     | Skitse af Stephan Sinding                                  |
|      | Monument over danske frivillige i verdenskrigen 1914-18                   | Museum Sønderjylland                 |                                                         | gips      |                    |     |                                                            |
|      | 4 dronningestatuer - af dronningerne: Thyra, Dagmar, Margrete og Philippa | Dronningeporten, Christiansborg Slot | 55°40′35.42″N 12°34′46.16″Ø / 55.6765056°N 12.5794889°Ø | marmor    | statue             |     | Efter H.W. Bissen                                          |
| 1902 | Udfriet af Ægyptens trældom                                               |                                      |                                                         |           |                    |     | Eibeschütz' Præmie                                         |
| 1902 | Johanne Pedersen-Dan                                                      |                                      |                                                         |           | portrætbuste       |     |                                                            |
| 1934 | Ismael                                                                    | Klostertorvet, Aarhus                |                                                         | bronze    |                    |     |                                                            |
| 1937 | Amatøren, danserinde                                                      | Statens Museum for Kunst             |                                                         | bronze    | statuette          |     |                                                            |
| 1937 | Den scenevante, danserinde                                                | Statens Museum for Kunst             |                                                         | bronze    | statuette          |     |                                                            |
| 1912 | Dåbsengel med muslingeskal                                                | Esajas Kirke                         |                                                         | marmor    | døbefont           |     |                                                            |
| 1893 | Døbefont                                                                  | Frihavnskirken                       |                                                         | marmor    | døbefont           |     |                                                            |
| 1892 | Døbefont                                                                  | Frederikshavn Kirke                  |                                                         | marmor    | døbefont           |     |                                                            |
| 1898 | Wilhelm Nissen                                                            | Holmens Kirkegård                    |                                                         | bronze    | portrætmedaljon    |     |                                                            |